# Charol

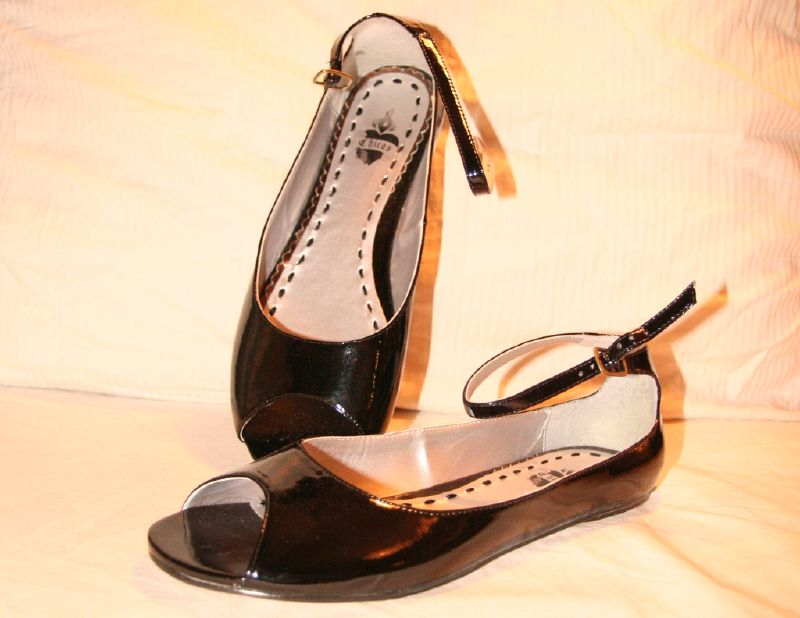
Sandalias de cuero charolado

El charol es un tipo de cuero recubierto que tiene un acabado muy lustroso y brillante. El proceso de recubrimiento fue llevado a los Estados Unidos y mejorado por el inventor Seth Boyden de Newark, Nueva Jersey, en 1818, comenzando el proceso de fabricación comercial el 20 de septiembre de 1819. El proceso de Boyden, el cual no patentó, utilizaba un recubrimiento de laca con base en aceite de linaza. El charol moderno normalmente tiene un recubrimiento plástico.

## Etimología
La palabra charol viene del portugués charão y este del chino chat liao, que significa ‘materia que barniza’;[cita requerida] así pues, el «charol» era primero un barniz de una calidad especial que le permitía no agrietarse, por lo que podía ser aplicado a una superficie flexible como el cuero. De ahí que, en una época en la que la gente no se atrevía a salir a la calle con los zapatos sin lustrar, los zapatos de charol fuesen muy apreciados. De «charol» se sacó el verbo «charolar», que era aplicarle charol (o sucedáneos) a una superficie, que quedaba «charolada»; mientras que a la persona que tenía por oficio charolar se le llamaba «charolista».